# Henis
Henis is een dorp in de Belgische provincie Limburg en een deelgemeente van Tongeren-Borgloon, het was een zelfstandige gemeente tot aan de gemeentelijke herindeling van 1972.

## Etymologie
Henis werd voor het eerst schriftelijk vermeld in 1147 en wel als Heniz. Dit zou haag of omheinig kunnen betekenen.

## Geschiedenis
De heerweg van Tongeren naar Bilzen liep over het grondgebied van Henis en men heeft dan ook diverse Romeinse overblijfselen gevonden, zoals een begraafplaats, een tumulus, fundamenten van gebouwen en sporen van een centuratio.
Henis maakte in de Middeleeuwen deel uit van de stadsvrijheid van Tongeren. Reeds in de 12e eeuw was er een Sint-Hubertuskapel, wat een kwartkerk was die onderhorig was aan het Onze-Lieve-Vrouwekapittel te Tongeren. Dit bezat het patronaatsrecht en het tiendrecht.

## Demografische ontwikkeling
- Bronnen:NIS, Opm:1831 tot en met 1970=volkstellingen

## Bezienswaardigheden

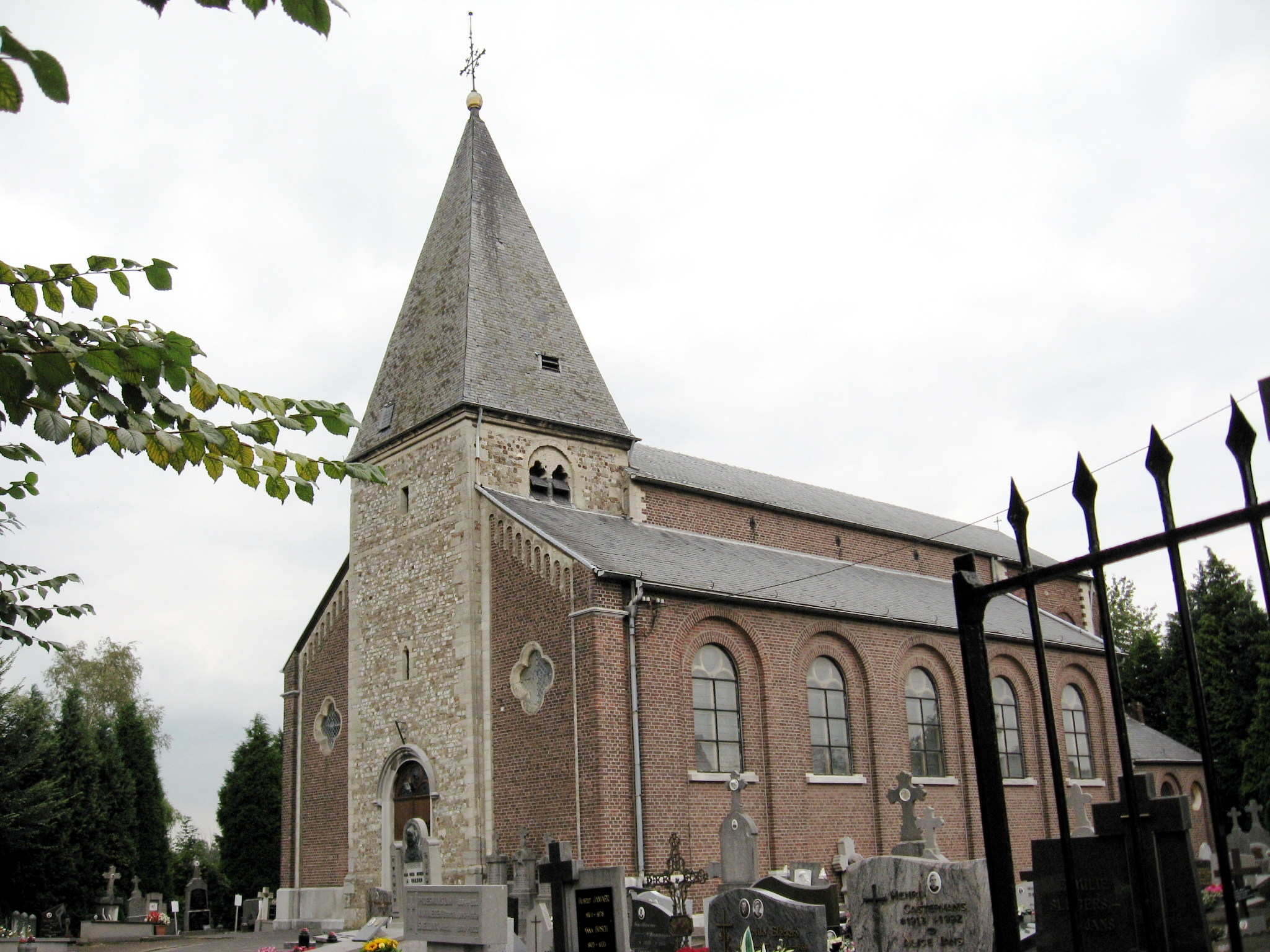
De Sint-Hubertuskerk

- Neoromaanse Sint-Hubertuskerk, gebouwd 1856-1858, met een vroeggotische toren uit de 13e eeuw, die eertijds wachttoren was van de vrijheid Tongeren. In het interieur vindt men een gotisch Mariabeeld (eind 15e-begin 16e eeuw), een barok houten triomfkruis uit de 2e helft van de 17e eeuw, een koperen reliekhouder van het Heilig Kruis uit de 15e eeuw, een houten Sint-Hubertusbeeld uit de 18e eeuw, een houten hoofd van Maria uit de 17e eeuw, gewaden uit de 18e eeuw en een kelk einde 17e eeuw. Voorts een kelk, ciborie en chrismatorium uit 1775 en een monstrans uit 1783. Het blauwstenen doopvont is in barokstijl en stamt uit ongeveer 1660. De Kruiswegstaties zijn van Raskopp.
- Drie 17e-eeuwse grafkruisen op de begraafplaats.
- Veldkapel van Onze Lieve Vrouw der Trinitariërs, met een porseleinen Mariabeeld uit de 16e eeuw, aan de Dashovenstraat, in het gehucht Verhenis. De kapel is uit 1875.

## Natuur en landschap
Henis ligt in vochtig-Haspengouw, en de hoogte varieert tussen 70 en 120 meter. Iets ten noorden van Henis ontspringt de  's Herenelderenbeek die in noordelijke richting stroomt en iets voorbij 's Herenelderen in de Demer uitmondt. Aan de bovenloop van het beekje vindt men het Molsterbos.

## Nabijgelegen kernen
Tongeren, Berg, 's Herenelderen, Riksingen